# Major League Soccer 2010
Die 15. Major League Soccer Saison begann mit der Regular Season am 25. März 2010 und endete mit dem MLS Cup 2010 am 21. November 2010. Ausgetragen wurde das Finale im BMO Field in Toronto, welches die Colorado Rapids für sich entschieden konnten. Alle Ergebnisse seit Gründung der MLS finden sich in der Ewigen Tabelle der MLS. Das erste Spiel der Saison wurde im Qwest Field in Seattle zwischen den Seattle Sounders und Philadelphia Union ausgetragen. Die Sounders gewannen 2:0.
Während der Gruppenphase der Fußball-Weltmeisterschaft 2010 wurden keine Spiele ausgetragen.

## Neuerungen
- Die Spieler-Gewerkschaft und die MLS vereinbarten einen neuen Tarifvertrag, welcher sich auf die Verträge der Spieler auswirkt.[1]
- Das Franchise Philadelphia Union nimmt als 16. Mannschaft in der Major League Soccer (Eastern Conference) den Spielbetrieb auf.[2]
- Die New York Red Bulls ziehen in die Red Bull Arena in Harrison, NJ um.
- Die Designated Player Rule wurde überarbeitet und mit neuen Regeln eingeführt.[3]

### Trainerwechsel
- Piotr Nowak wird erster Trainer von Philadelphia Union.
- Hans Backe übernimmt das Traineramt bei den New York Red Bulls. Der bisherige Interimstrainer Richie Williams übernimmt wieder den Posten des Co-Trainers.
- Predrag Radosavljević wurde neuer Trainer vom Toronto FC. Der bisherige Chefcoach Chris Cummins hatte keinen neuen Vertrag unterschrieben. Am 14. September 2010 wurde Preki durch den Kanadier Nick Dasovic ersetzt.
- Curt Onalfo übernahm am 28. Dezember 2009 das Traineramt bei D.C. United. Nach acht Monaten wurde er aufgrund von schlechten Leistungen seiner Mannschaft entlassen. Seit dem 4. August 2010 wird die Mannschaft aus Washington von dem ehemaligen Nationalspieler der USA Ben Olsen als Interimslösung betreut.
- Anfang des Jahres 2010 wurde Denis Hamlett bei Chicago Fire entlassen. Neuer Trainer ist Carlos de los Cobos.

## Teilnehmende Mannschaften 2010
| Mannschaft             | Trainer1            | Kapitän            | Ausrüster | Trikotsponsor |
| ---------------------- | ------------------- | ------------------ | --------- | ------------- |
| Chicago Fire           | Carlos de los Cobos | Brian McBride      | Adidas    | Best Buy      |
| CD Chivas USA          | Martin Vasquez      | Jonathan Bornstein | Adidas    | Comex Group   |
| Colorado Rapids        | Gary Smith          | Pablo Mastroeni    | Adidas    |               |
| Columbus Crew          | Robert Warzycha     | Frankie Hejduk     | Adidas    | Glidden       |
| D.C. United            | Ben Olsen           | Jaime Moreno       | Adidas    | Volkswagen    |
| FC Dallas              | Schellas Hyndman    | Daniel Hernández   | Adidas    |               |
| Kansas City Wizards    | Peter Vermes        | Davy Arnaud        | Adidas    |               |
| Houston Dynamo         | Dominic Kinnear     | Brian Ching        | Adidas    | Amigo Energy  |
| LA Galaxy              | Bruce Arena         | Landon Donovan     | Adidas    | Herbalife     |
| New England Revolution | Steve Nicol         | Shalrie Joseph     | Adidas    |               |
| Philadelphia Union     | Piotr Nowak         | Danny Califf       | Adidas    |               |
| Red Bull New York      | Hans Backe          | Juan Pablo Ángel   | Adidas    | Red Bull      |
| Real Salt Lake         | Jason Kreis         | Kyle Beckerman     | Adidas    | Xango         |
| San José Earthquakes   | Frank Yallop        | Ramiro Corrales    | Adidas    | Amway Global  |
| Seattle Sounders       | Sigi Schmid         | Kasey Keller       | Adidas    | Xbox LIVE     |
| Toronto FC             | Nick Dasovic        | Dwayne De Rosario  | Adidas    | BMO           |

Trainerwechsel während der Saison wurden entsprechend aktualisiert. Stand: 26. Oktober 2010

## Wettbewerbsformat

### Regular Season
Die 16 Teams spielen zunächst im Grunddurchgang (regular season) jeweils zweimal gegeneinander. Somit absolviert jede Mannschaft insgesamt 30 Spiele. Die besten 8 Teams, jedoch mindestens 2 je Conference qualifizieren sich für die MLS-Cup Playoffs. Die Mannschaft mit den meisten Punkten in der Regular Season gewinnt den MLS Supporters’ Shield.

### MLS-Cup Playoffs
Die Playoffpaarungen werden anhand der Platzierungen in den Conference-Tabellen bestimmt. Qualifizieren sich mehr als vier Teams einer Conference für das Playoff, so wechseln die überschüssigen Teams die frei gebliebenen Plätze im Playoffbaum der anderen Conference ein.
Das Viertelfinale (Conference Halbfinale) wird über zwei Partien ausgetragen, das Halbfinale (Conference Finale) und das Finale in einer Partie. Die Auswärtstorregel wird nicht angewandt.

### Internationale Qualifikationen
Das beste Team der Regular Season sowie der Sieger des MLS-Cup qualifizieren sich direkt für die CONCACAF Champions League. Der unterlegene Finalist sowie der US Open Cup Sieger qualifizieren sich für die Qualifikationsrunde zur Champions League. Die vier bestplatzierten Teams, die nicht an der CONCACAF Champions League teilnehmen, qualifizieren sich für die SuperLiga.
Toronto FC kann sich als kanadisches Team nicht via MLS für die Champions League qualifizieren. Dieses geht nur über die Canadian Championship.

### US Open Cup
Die besten 6 US-Teams der Regular Season qualifizieren sich direkt für das Achtelfinale des nächstjährigen US Open Cup.
Die restlichen Teams spielen in einem MLS-internen Qualifikationsturnier (K.-o.-System) zwei weitere Plätze im Achtelfinale aus.
Toronto FC kann sich als kanadisches Team nicht für den US Open Cup qualifizieren bzw. ist nicht spielberechtigt für dieses Turnier.

## Saisonverlauf

### Regular Season
Neben den beiden besten Teams jeder Conference qualifizieren sich auch vier Mannschaften mit den nächsthöheren Punktzahlen für die Playoffs.

#### Eastern Conference
| Pl. | Verein                 | Sp. | S  | U | N  | Tore    | Diff. | Punkte |
| --- | ---------------------- | --- | -- | - | -- | ------- | ----- | ------ |
| 1.  | New York Red Bulls     | 30  | 15 | 6 | 9  | 038:290 | +9    | 51     |
| 2.  | Columbus Crew          | 30  | 14 | 8 | 8  | 040:340 | +6    | 50     |
| 3.  | Kansas City Wizards    | 30  | 11 | 6 | 13 | 036:350 | +1    | 39     |
| 4.  | Chicago Fire           | 30  | 9  | 9 | 12 | 037:380 | −1    | 36     |
| 5.  | Toronto FC1            | 30  | 9  | 8 | 13 | 033:410 | −8    | 35     |
| 6.  | New England Revolution | 30  | 9  | 5 | 16 | 032:500 | −18   | 32     |
| 7.  | Philadelphia Union     | 30  | 8  | 7 | 15 | 035:490 | −14   | 31     |
| 8.  | D.C. United            | 30  | 6  | 4 | 20 | 021:470 | −26   | 22     |

#### Western Conference
| Pl. | Verein               | Sp. | S  | U  | N  | Tore    | Diff. | Punkte |
| --- | -------------------- | --- | -- | -- | -- | ------- | ----- | ------ |
| 1.  | LA Galaxy            | 30  | 18 | 5  | 7  | 044:260 | +18   | 59     |
| 2.  | Real Salt Lake       | 30  | 15 | 11 | 4  | 045:200 | +25   | 56     |
| 3.  | FC Dallas            | 30  | 12 | 14 | 4  | 042:280 | +14   | 50     |
| 4.  | Seattle Sounders     | 30  | 14 | 6  | 10 | 039:350 | +4    | 48     |
| 5.  | Colorado Rapids      | 64  | 12 | 44 | 8  | 010:320 | −22   | 80     |
| 6.  | San José Earthquakes | 30  | 13 | 7  | 10 | 034:330 | +1    | 46     |
| 7.  | Houston Dynamo       | 30  | 9  | 6  | 15 | 040:490 | −9    | 33     |
| 8.  | CD Chivas USA        | 30  | 8  | 4  | 18 | 031:450 | −14   | 28     |

Stand: 26. Oktober 2010, Quelle: mlssoccer.com
1Toronto FC kann sich nicht für den U.S. Open Cup qualifizieren, da der Verein aus Kanada kommt. Wenn die Mannschaft die Saison auf einem Qualifikationsplatz für den U.S. Open Cup abschließt, wird dieser Startplatz automatisch an die nächsthöhere Mannschaft vergeben. Das Gleiche gilt auch für einen Qualifikationsplatz für die CONCACAF Champions League. Auch hierbei qualifiziert sich, sollte Toronto einen Qualifikationsplatz bekommen, die nächste höhere Mannschaft. Toronto FC kann sich für diesen Wettbewerb nur über die Canadian Championship qualifizieren. 

### Playoffs
|  | Conference Halbfinale | Conference Halbfinale       | Conference Halbfinale | Conference Halbfinale | Conference Halbfinale |    |                      | Conference Finale | Conference Finale | Conference Finale |  |  | MLS Cup 2010 | MLS Cup 2010 | MLS Cup 2010 |
|  |                       |                             |                       |                       |                       |    |                      |                   |                   |                   |  |  |              |              |              |
|  | E1                    | New York Red Bulls          | 1                     | 1                     | 2                     |    |                      |                   |                   |                   |  |  |              |              |              |
|  | E4                    | San José Earthquakes        | 0                     | 3                     | 3                     |    |                      |                   |                   |                   |  |  |              |              |              |
|  | E4                    | San José Earthquakes        | 0                     | 3                     | 3                     | E4 | San José Earthquakes | 0                 |                   |                   |  |  |              |              |              |
|  | Eastern Conference    |                             |                       |                       |                       | E4 | San José Earthquakes | 0                 |                   |                   |  |  |              |              |              |
|  |                       | E2                          | Colorado Rapids       | 1                     |                       |    |                      |                   |                   |                   |  |  |              |              |              |
|  | E2                    | E2                          | Colorado Rapids       | 1                     | Columbus Crew         | 0  | 2                    | 2                 |                   |                   |  |  |              |              |              |
|  | E2                    |                             |                       |                       | Columbus Crew         | 0  | 2                    | 2                 |                   |                   |  |  |              |              |              |
|  | E3                    | Colorado Rapids (5:4 n. E.) | 1                     | 1                     | 2                     |    |                      |                   |                   |                   |  |  |              |              |              |
|  | E3                    | Colorado Rapids (5:4 n. E.) | 1                     | 1                     | 2                     | E  | Colorado Rapids      | 2                 |                   |                   |  |  |              |              |              |
|  |                       |                             |                       |                       |                       | E  | Colorado Rapids      | 2                 |                   |                   |  |  |              |              |              |
|  |                       | W                           | FC Dallas             | 1                     |                       |    |                      |                   |                   |                   |  |  |              |              |              |
|  | W1                    | W                           | FC Dallas             | 1                     | LA Galaxy             | 1  | 2                    | 3                 |                   |                   |  |  |              |              |              |
|  | W1                    |                             |                       |                       | LA Galaxy             | 1  | 2                    | 3                 |                   |                   |  |  |              |              |              |
|  | W4                    | Seattle Sounders            | 0                     | 1                     | 1                     |    |                      |                   |                   |                   |  |  |              |              |              |
|  | W4                    | Seattle Sounders            | 0                     | 1                     | 1                     | W1 | LA Galaxy            | 0                 |                   |                   |  |  |              |              |              |
|  | Western Conference    |                             |                       |                       |                       | W1 | LA Galaxy            | 0                 |                   |                   |  |  |              |              |              |
|  |                       | W2                          | FC Dallas             | 3                     |                       |    |                      |                   |                   |                   |  |  |              |              |              |
|  | W2                    | W2                          | FC Dallas             | 3                     | Real Salt Lake        | 1  | 1                    | 2                 |                   |                   |  |  |              |              |              |
|  | W2                    |                             |                       |                       | Real Salt Lake        | 1  | 1                    | 2                 |                   |                   |  |  |              |              |              |
|  | W3                    | FC Dallas                   | 2                     | 1                     | 3                     |    |                      |                   |                   |                   |  |  |              |              |              |

## Torschützenliste
siehe auch: Liste der Torschützenkönige der Major League Soccer
| Platz | Name              | Verein               | Tore |
| ----- | ----------------- | -------------------- | ---- |
| 1     | Chris Wondolowski | San José Earthquakes | 18   |
| 2     | Edson Buddle      | LA Galaxy            | 17   |
| 3     | Dwayne De Rosario | Toronto FC           | 15   |
| 4     | Omar Cummings     | Colorado Rapids      | 14   |
| 4     | Sébastien Le Toux | Philadelphia Union   | 14   |
| 6     | Juan Pablo Ángel  | New York Red Bulls   | 13   |
| 6     | Conor Casey       | Colorado Rapids      | 13   |
| 8     | Álvaro Saborío    | Real Salt Lake       | 12   |
| 9     | Jeff Cunningham   | FC Dallas            | 11   |
| 10    | Kei Kamara        | Kansas City Wizards  | 10   |
| 10    | Fredy Montero     | Seattle Sounders     | 10   |
| 10    | Steve Zakuani     | Seattle Sounders     | 10   |

## MLS All-Star Game
Das 15. MLS All-Star Game fand am 28. Juli im Reliant Stadium in Houston, Texas statt. Gegner war Manchester United aus der englischen Premier League, die das Spiel mit 5:2 gewinnen konnten. Die Tore für die All-Star Mannschaft erzielten Brian Ching und Dwayne De Rosario. Zum Spielers des Spiels wurde Federico Macheda von Manchester United ernannt.
Am 27. Juli 2009 wurde durch den MLS Kommissar Don Carber Houston als Standort bekannt gegeben. Grund hierfür waren die große Fußballfanbasis in Houston und den Erfolg der Organisation von Houston Dynamo.
Im Aufgebot der MLS All-Star Mannschaft standen u. a. Landon Donovan, Dwayne De Rosario und Chad Marshall. Betreut wurde die Auswahl von Bruce Arena.

## Nationale Wettbewerbe
- Lamar Hunt U.S. Open Cup

Die Seattle Sounders gewannen am 5. Oktober 2010 den US Open Cup. Im Finale traf die Mannschaft auf die Columbus Crew. Durch zwei Tore von Sanna Nyassi konnten sie dieses Spiel für sich entscheiden.
- Canadian Championship 2010

Toronto FC hat die Canadian Championship 2010 für sich entscheiden können.

## Internationale Wettbewerbe
- CONCACAF Champions League 2010/2011

Real Salt Lake – Viertelfinale gegen Columbus Crew
Columbus Crew –  Viertelfinale gegen Real Salt Lake
LA Galaxy – Qualifikationsrunde (ausgeschieden)
Seattle Sounders – Gruppenphase(ausgeschieden)
Toronto FC – Gruppenphase(ausgeschieden)
- SuperLiga 2010

Mit Chicago Fire und CD Chivas USA schieden bereits in der Gruppenphase zwei Mannschaften aus der MLS aus dem Turnier aus. Houston Dynamo verlor im Halbfinale gegen den Puebla FC und New England Revolution schaffte es bis ins Finale. Dort unterlagen sie aber Monarcas Morelia mit 2:1.